# 梅斯特爾山
梅斯特爾山（英語：Mount Meister），是南極洲的山峰，位於維多利亞地的斯科特海岸，處於普里斯特利冰川西岸，海拔高度2,520米，美國地質調查局根據測量和美國海軍拍攝的空中照片繪入地圖，現時由南極條約體系管理。